# Vincent Laforet
Vincent Laforet (* 28. ledna 1975) je francouzsko-americký režisér a fotograf. V roce 2002 získal Pulitzerovu cenu. V roce 2006 se stal prvním celostátním smluvním fotografem deníku Times. Na zakázky ho vysílaly časopisy Vanity Fair, The New York Times Magazine, National Geographic, Sports Illustrated, Time, Newsweek a Life.

## Díla

### Reverie(2008)
V roce 2008 natočil film Reverie. První široce dostupný film natočený kamerou Canon 5D Mark II.

### Beyond The Still(2010)
V roce 2010 zahájil celostátní filmovou soutěž „Beyond The Still“ a režíroval její závěrečnou kapitolu, která byla promítána na filmovém festivalu Sundance. Je členem DGA (Directors Guild of America) a ICG (International Cinematographers' Guild - Local 600.) Režíroval řadu krátkých filmů a četné reklamy.

### Mobius(2011)
V roce 2011 byl vybrán společností Canon jako jeden z prvních čtyř filmařů, kteří natáčeli na její první filmovou kameru Canon C300. Režíroval film Mobius, který měl premiéru ve studiu Paramount. Premiéry se zúčastnili Martin Scorsese, Ron Howard, Robert Rodriguez a J. J. Abrams.

### Visual Stories(2011)
V roce 2011 vyšla v nakladatelství Peachpit jeho první kniha Visual Stories, která popisuje jeho myšlenkový proces a přístup k různým úkolům během jeho kariéry.